# Trumilly
Trumilly [tʁymiji] est une commune française située dans le département de l'Oise, en région Hauts-de-France.

## Géographie
La commune est située dans le sud du  département de l'Oise, dans le Valois, entre Senlis et Crépy-en-Valois, au nord de la RD 1324 qui relie ces deux villes. Trumilly est une commune à caractère purement rural, en dehors de toute agglomération. La distance orthodromique avec la capitale, au sud-ouest, est de 54 km. Le chef-lieu de d'arrondissement de Senlis est éloigné de 16 km, le chef-lieu d'arrondissement de Compiègne de 19 km, et l'aéroport Roissy-Charles-de-Gaulle est situé à 34 km au sud. Trumilly comporte trois hameaux : Drucy, très proche de Trumilly au nord-est ; le Plessis Cornefroy à l'ouest, traditionnellement aussi grand que le chef-lieu ; et la grande ferme de Beaurain, encore plus à l'ouest. Vers le milieu du XIXe siècle, subsistait un quatrième hameau de sept maisons, Chaversy, au nord de Beaurain au pied du Mont Cornon ; n'en reste plus trace. D'autres hameaux ont déjà disparu avant la Révolution : Gigny, à proximité de la ferme de Beaurain, et Balisy, à l'extrémité est du territoire communal. Seuls les lieux-dits les rappellent.
|                 | Néry                | Rocquemont |
| Rully           | Trumilly            |            |
| Fresnoy-le-Luat | Auger-Saint-Vincent | Duvy       |

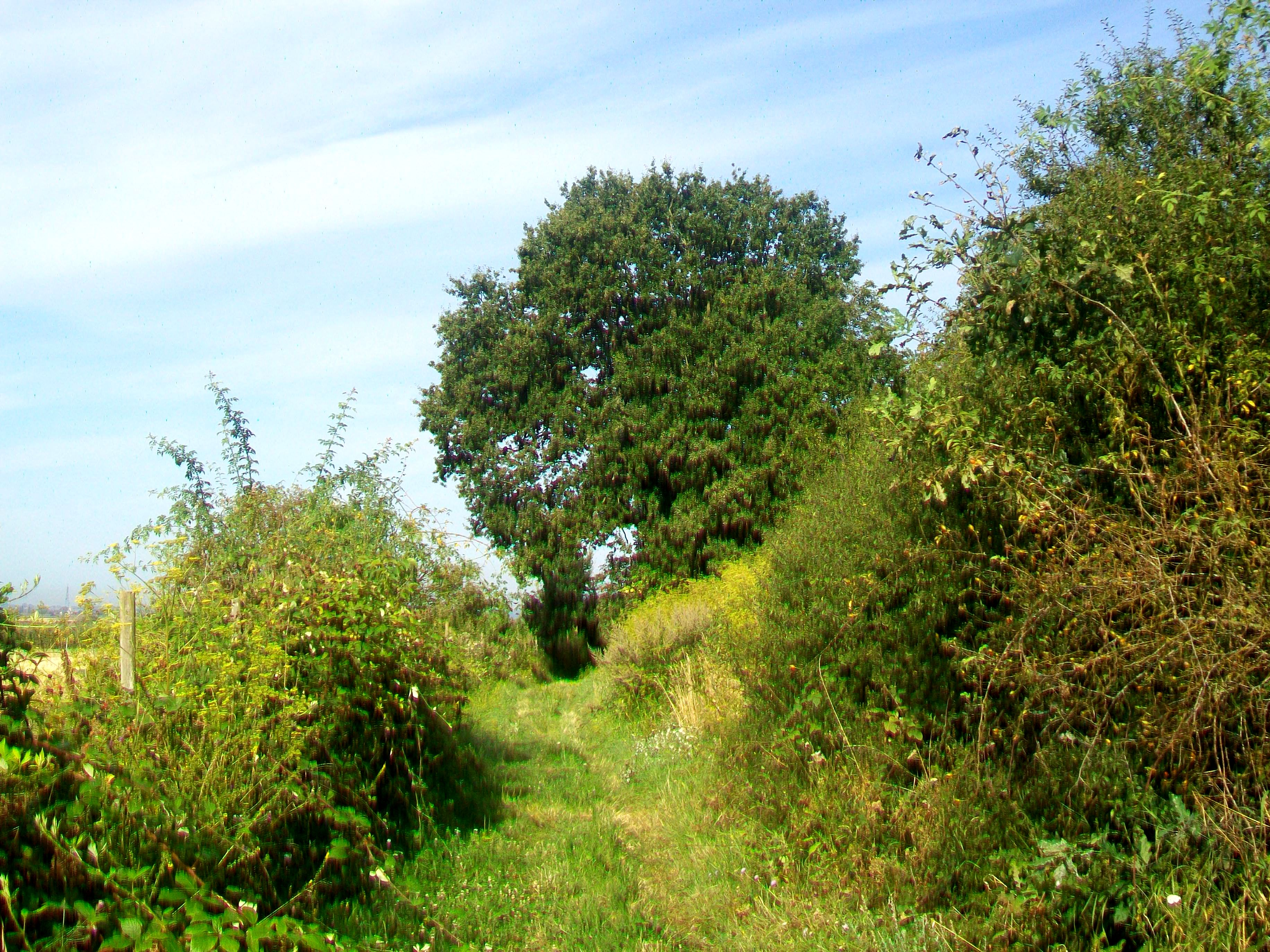
Sur le flanc sud du Mont Cornon.

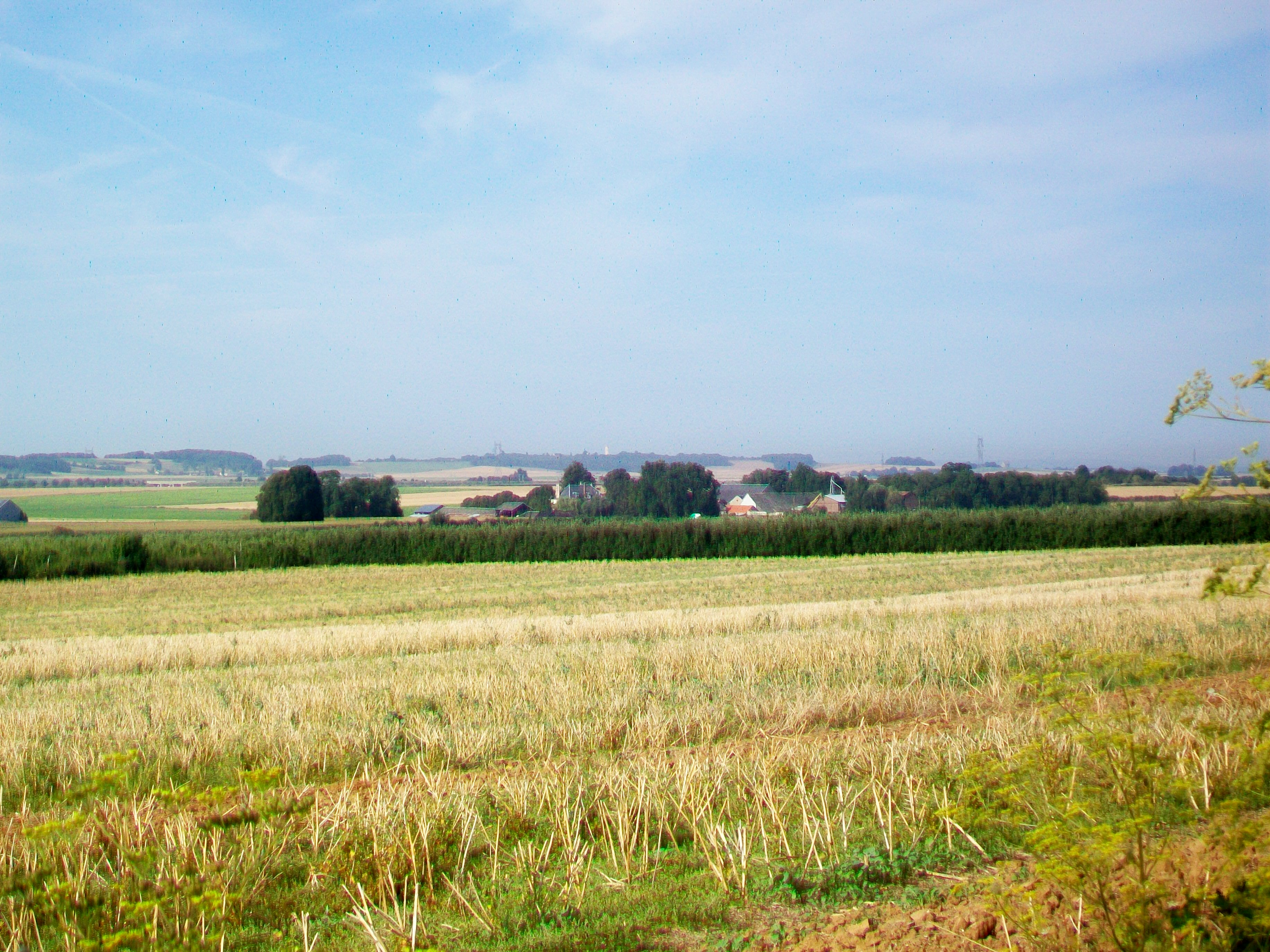
Vue sur la ferme de Beaurain.

Le territoire communal s'étend sur une vaste plaine découverte inclinée vers le sud, vouée entièrement à l'agriculture, y compris la fruiticulture à l'ouest du Plessis Cornefroy. Au nord, une grande butte de sable, le mont Cornon, domine les différentes parties habitées de la commune. Partagé avec la commune voisine de Néry, le mont Cornon culmine à 154 m d'altitude}, alors que la mairie et l'église se situent à 115 m environ. Cette butte couverte de forêt est interdite d'accès au public, du fait de la présence d'un grand domaine particulier autour du château du Mont Cornon à l'est, et de sablières en activité à l'ouest. Un chemin rural à la lisière sud de la forêt reste toutefois accessible au randonneur, entre Le Plessis-Cornefroy et Beaurain. Au sud, la RD 1324 matérialise grossièrement la limite de Trumilly avec Fresnoy-le-Luat et Auger-Saint-Vincent. Aucun cours d'eau n'existe sur le territoire communal. Le point le plus bas se situe au sud-ouest de la ferme de Beaurain, dans une cuvette, à 89 m d'altitude.

### Hydrographie
La commune est située dans le bassin Seine-Normandie. Elle n'est drainée par aucun cours d'eau,.

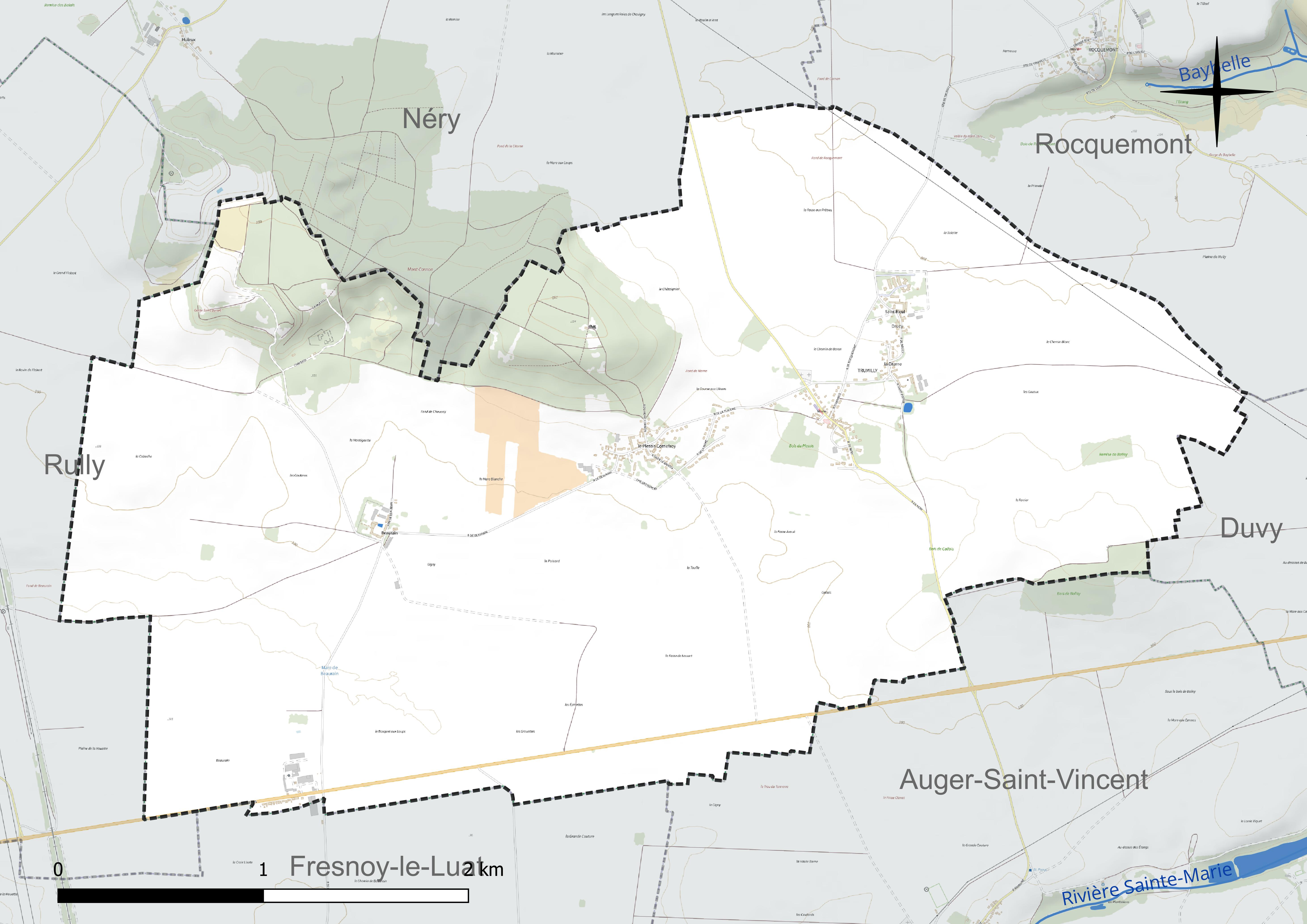
Réseau hydrographique de Trumilly.

### Climat
Le climat qui caractérise la commune est qualifié, en 2010, de « climat océanique dégradé des plaines du Centre et du Nord », selon la typologie des climats de la France qui compte alors huit grands types de climats en métropole. En 2020, la commune ressort du type « climat océanique altéré » dans la classification établie par Météo-France, qui ne compte désormais, en première approche, que cinq grands types de climats en métropole. Il s'agit d'une zone de transition entre le climat océanique, le climat de montagne et le climat semi-continental. Les écarts de température entre hiver et été augmentent avec l'éloignement de la mer. La pluviométrie est plus faible qu'en bord de mer, sauf aux abords des reliefs.
Les paramètres climatiques qui ont permis d'établir la typologie de 2010 comportent six variables pour les températures et huit pour les précipitations, dont les valeurs correspondent à la normale 1971-2000. Les sept principales variables caractérisant la commune sont présentées dans l'encadré ci-après.
| Paramètres climatiques communaux sur la période 1971-2000 - Moyenne annuelle de température : 10,7 °C - Nombre de jours avec une température inférieure à −5 °C : 2,9 j - Nombre de jours avec une température supérieure à 30 °C : 3,1 j - Amplitude thermique annuelle : 14,9 °C - Cumuls annuels de précipitation : 730 mm - Nombre de jours de précipitation en janvier : 10,8 j - Nombre de jours de précipitation en juillet : 8,5 j |

Avec le changement climatique, ces variables ont évolué. Une étude réalisée en 2014 par la Direction générale de l'Énergie et du Climat complétée par des études régionales prévoit en effet que la  température moyenne devrait croître et la pluviométrie moyenne baisser, avec toutefois de fortes variations régionales. La station météorologique de Météo-France installée sur la commune et en service de 1975 à 2016 permet de connaître l'évolution des indicateurs météorologiques. Le tableau détaillé pour la période 1981-2010 est présenté ci-après.
| Mois                                  | jan.             | fév.             | mars            | avril           | mai             | juin           | jui.           | août           | sep.           | oct.          | nov.           | déc.             | année      |
| ------------------------------------- | ---------------- | ---------------- | --------------- | --------------- | --------------- | -------------- | -------------- | -------------- | -------------- | ------------- | -------------- | ---------------- | ---------- |
| Température minimale moyenne (°C)     | 0,8              | 0,8              | 3               | 4,9             | 8,5             | 11,2           | 13,1           | 13             | 10,4           | 7,8           | 4              | 1,6              | 6,6        |
| Température moyenne (°C)              | 3,6              | 4,1              | 7,2             | 9,8             | 13,6            | 16,4           | 18,7           | 18,6           | 15,4           | 11,7          | 7              | 4,1              | 10,9       |
| Température maximale moyenne (°C)     | 6,3              | 7,4              | 11,3            | 14,8            | 18,6            | 21,5           | 24,3           | 24,2           | 20,4           | 15,7          | 10             | 6,5              | 15,1       |
| Record de froid (°C) date du record   | −18,3 17.01.1985 | −13,7 07.02.1991 | −9,5 13.03.13   | −3,8 12.04.1978 | −1,1 05.05.1979 | 1,9 04.06.1991 | 5,6 04.07.1984 | 4,6 31.08.1978 | 0,8 27.09.1990 | −4,5 28.10.03 | −10 24.11.1998 | −11,5 29.12.1996 | −18,3 1985 |
| Record de chaleur (°C) date du record | 15,8 11.01.04    | 18,3 24.02.1990  | 22,9 29.03.1989 | 29 25.04.07     | 31 13.05.1998   | 35 27.06.11    | 38 01.07.15    | 39,1 12.08.03  | 32 05.09.13    | 29 01.10.11   | 20,1 08.11.15  | 16,2 07.12.00    | 39,1 2003  |
| Précipitations (mm)                   | 60,4             | 50,7             | 57,9            | 53,1            | 66,1            | 57,2           | 64             | 56             | 56,7           | 64,9          | 60,3           | 69,8             | 717,1      |

## Urbanisme

### Typologie
Au 1er janvier 2024, Trumilly est catégorisée commune rurale à habitat dispersé, selon la nouvelle grille communale de densité à sept niveaux définie par l'Insee en 2022.
Elle est située hors unité urbaine. Par ailleurs la commune fait partie de l'aire d'attraction de Paris, dont elle est une commune de la couronne,. 

### Occupation des sols
L'occupation des sols de la commune, telle qu'elle ressort de la base de données européenne d'occupation biophysique des sols Corine Land Cover (CLC), est marquée par l'importance des territoires agricoles (90,2 % en 2018), une proportion sensiblement équivalente à celle de 1990 (90,3 %). La répartition détaillée en 2018 est la suivante : 
terres arables (84,8 %), forêts (8,9 %), zones agricoles hétérogènes (5,4 %), mines, décharges et chantiers (0,9 %). L'évolution de l'occupation des sols de la commune et de ses infrastructures peut être observée sur les différentes représentations cartographiques du territoire : la carte de Cassini (XVIIIe siècle), la carte d'état-major (1820-1866) et les cartes ou photos aériennes de l'IGN pour la période actuelle (1950 à aujourd'hui).

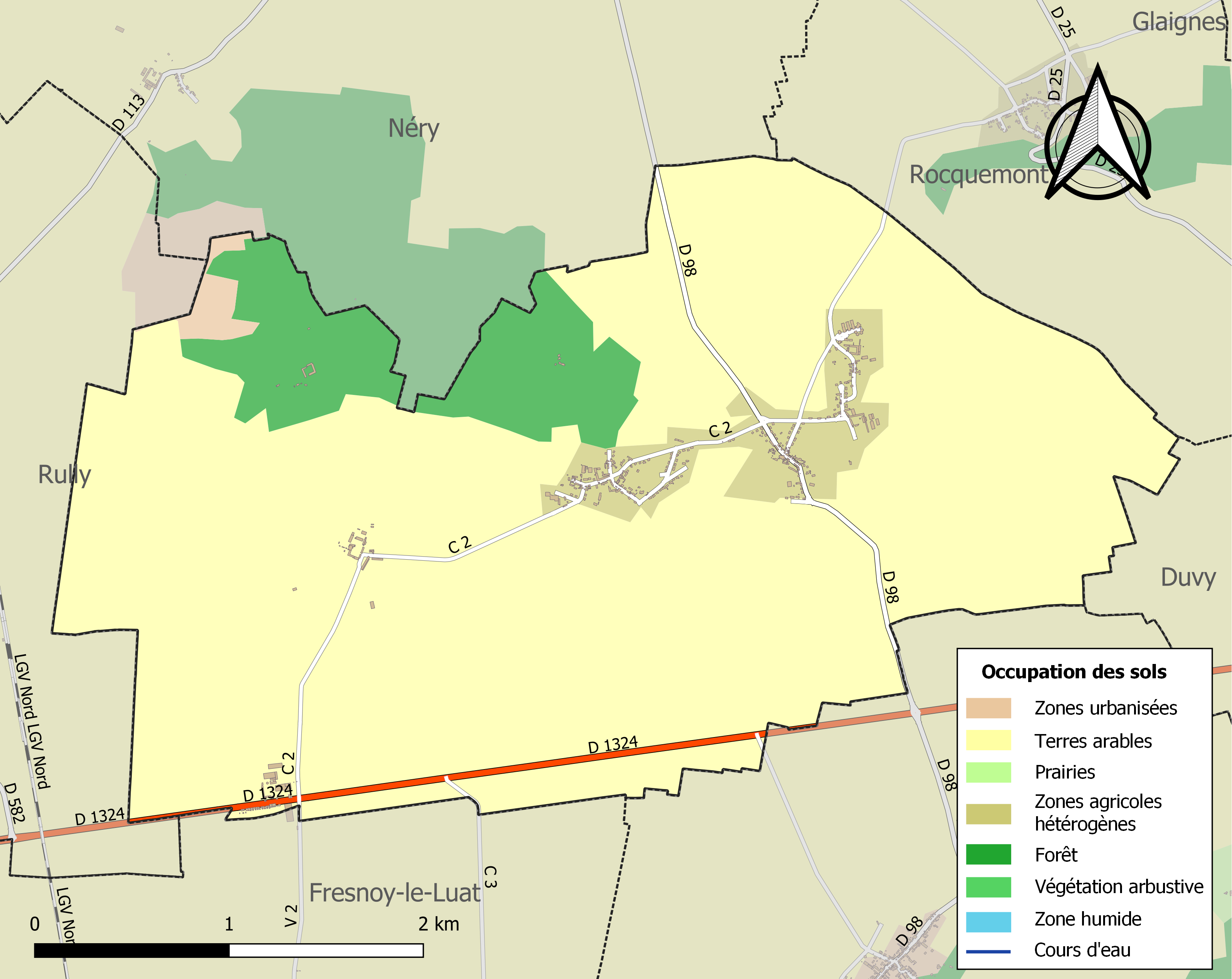
Carte des infrastructures et de l'occupation des sols de la commune en 2018 (CLC).

### Voies de communication et transports
Concernant les voies de communication, l'ancienne RN 324 et actuelle RD 1324 déjà mentionnée est la route la plus importante pour Trumilly. Elle donne accès à l'autoroute A1 près de Senlis. La RD 98 est un axe secondaire nord-sud perpendiculaire à l'ancienne route nationale. Elle mène vers Néry et la vallée de l'Automne au nord, avec possibilité de continuer vers Verberie ou Compiègne, et vers Auger-Saint-Vincent et Ormoy-Villers au sud. Au niveau de cette dernière localité, elle débouche sur la RD 136 Crépy-en-Valois - Nanteuil-le-Haudouin, point de liaison avec la RN 2 en direction de Paris.
La gare la plus proche est celle d'Ormoy-Villers, à une distance routière de 6,6 km au sud-est. Or, peu de trains s'arrêtent dans cette gare, et la gare de Crépy-en-Valois desservie par l'ensemble des trains qui y passent n'est guère plus éloignée (7,6 km). C'est le terminus de la ligne K du Transilien depuis la gare de Paris-Nord, et des trains TER Hauts-de-France vont à Laon et Paris.
Sur le plan des transports en commun, Trumilly est desservie, en 2023, par les lignes 692, 6421 et 6422 du réseau interurbain de l'Oise.

## Historique
Quatre bijoux datant du premier âge de fer ont été découverts sur le versant oriental du Mont Cornon. Il s'agit de trois bracelets et d'une torque devant provenir de sépultures de la Tène I a, détruites au XIXe siècle. Ceux-ci sont conservés au MUDO - Musée de l'Oise à Beauvais.

## Toponymie
Pour Trumilly : Tremilliivilla (1068), Tremiliacum (1182), Tremelliacum (1308), Tramillyacum, Trameilliacum, Trumiliacum, Trumilli, Tremilly, Trumeilly, Trumelly, Trimilly.
Pour Drucy : Drussy (1220), Druxi (1253).
Pour Gigny, village abandonné : Gehenniacus.
Pour Chavercy, ancien hameau important au nord du Mont Cornon : Chaverciacum (1208), Chaversi, Chaversy, Chauvercy, Champversy.

## Politique et administration
| Période                                  | Période                       | Identité           | Étiquette | Qualité  |
| ---------------------------------------- | ----------------------------- | ------------------ | --------- | -------- |
| Les données manquantes sont à compléter. |                               |                    |           |          |
| avant 1884                               |                               | Paul Isidore Sagny |           |          |
| avant 1990                               | mars 2001                     | Jean Ferry         |           |          |
| Les données manquantes sont à compléter. |                               |                    |           |          |
| mars 2001                                | mars 2008                     | Pierre Chardon     |           |          |
| mars 2008                                | 2014                          | Frédéric Kaluzny   |           |          |
| 2014                                     | En cours (au 21 octobre 2014) | Martine Lobin      |           | Employée |

## Population et société

### Démographie

#### Évolution démographique
L'évolution du nombre d'habitants est connue à travers les recensements de la population effectués dans la commune depuis 1793. Pour les communes de moins de 10 000 habitants, une enquête de recensement portant sur toute la population est réalisée tous les cinq ans, les populations de référence des années intermédiaires étant quant à elles estimées par interpolation ou extrapolation. Pour la commune, le premier recensement exhaustif entrant dans le cadre du nouveau dispositif a été réalisé en 2008.

En 2022, la commune comptait 521 habitants, en évolution de +0,19 % par rapport à 2016 (Oise : +0,87 %, France hors Mayotte : +2,11 %).
| 1793 | 1800 | 1806 | 1821 | 1831 | 1836 | 1841 | 1846 | 1851 |
| ---- | ---- | ---- | ---- | ---- | ---- | ---- | ---- | ---- |
| 218  | 221  | 262  | 239  | 231  | 232  | 226  | 255  | 219  |

| 1856 | 1861 | 1866 | 1872 | 1876 | 1881 | 1886 | 1891 | 1896 |
| ---- | ---- | ---- | ---- | ---- | ---- | ---- | ---- | ---- |
| 220  | 224  | 314  | 329  | 306  | 343  | 280  | 314  | 315  |

| 1901 | 1906 | 1911 | 1921 | 1926 | 1931 | 1936 | 1946 | 1954 |
| ---- | ---- | ---- | ---- | ---- | ---- | ---- | ---- | ---- |
| 313  | 333  | 372  | 316  | 403  | 365  | 391  | 414  | 429  |

| 1962 | 1968 | 1975 | 1982 | 1990 | 1999 | 2006 | 2008 | 2013 |
| ---- | ---- | ---- | ---- | ---- | ---- | ---- | ---- | ---- |
| 342  | 271  | 383  | 390  | 511  | 496  | 542  | 554  | 523  |

| 2018 | 2022 | - | - | - | - | - | - | - |
| ---- | ---- | - | - | - | - | - | - | - |
| 535  | 521  | - | - | - | - | - | - | - |

#### Pyramide des âges
La population de la commune est relativement jeune.
En 2018, le taux de personnes d'un âge inférieur à 30 ans s'élève à 31,1 %, soit en dessous de la moyenne départementale (37,3 %). À l'inverse, le taux de personnes d'âge supérieur à 60 ans est de 17,6 % la même année, alors qu'il est de 22,8 % au niveau départemental.
En 2018, la commune comptait 267 hommes pour 268 femmes, soit un taux de 50,09 % de femmes, légèrement inférieur au taux départemental (51,11 %).
Les pyramides des âges de la commune et du département s'établissent comme suit.
| Hommes | Classe d’âge | Femmes |
| ------ | ------------ | ------ |
| 0,0    | 90 ou +      | 0,0    |
| 3,4    | 75-89 ans    | 5,2    |
| 14,6   | 60-74 ans    | 11,9   |
| 29,2   | 45-59 ans    | 28,4   |
| 22,1   | 30-44 ans    | 23,1   |
| 13,1   | 15-29 ans    | 13,8   |
| 17,6   | 0-14 ans     | 17,5   |

| Hommes | Classe d’âge | Femmes |
| ------ | ------------ | ------ |
| 0,5    | 90 ou +      | 1,4    |
| 5,5    | 75-89 ans    | 7,6    |
| 15,6   | 60-74 ans    | 16,3   |
| 20,8   | 45-59 ans    | 20     |
| 19,4   | 30-44 ans    | 19,4   |
| 17,6   | 15-29 ans    | 16,2   |
| 20,6   | 0-14 ans     | 19,1   |

## Lieux et monuments

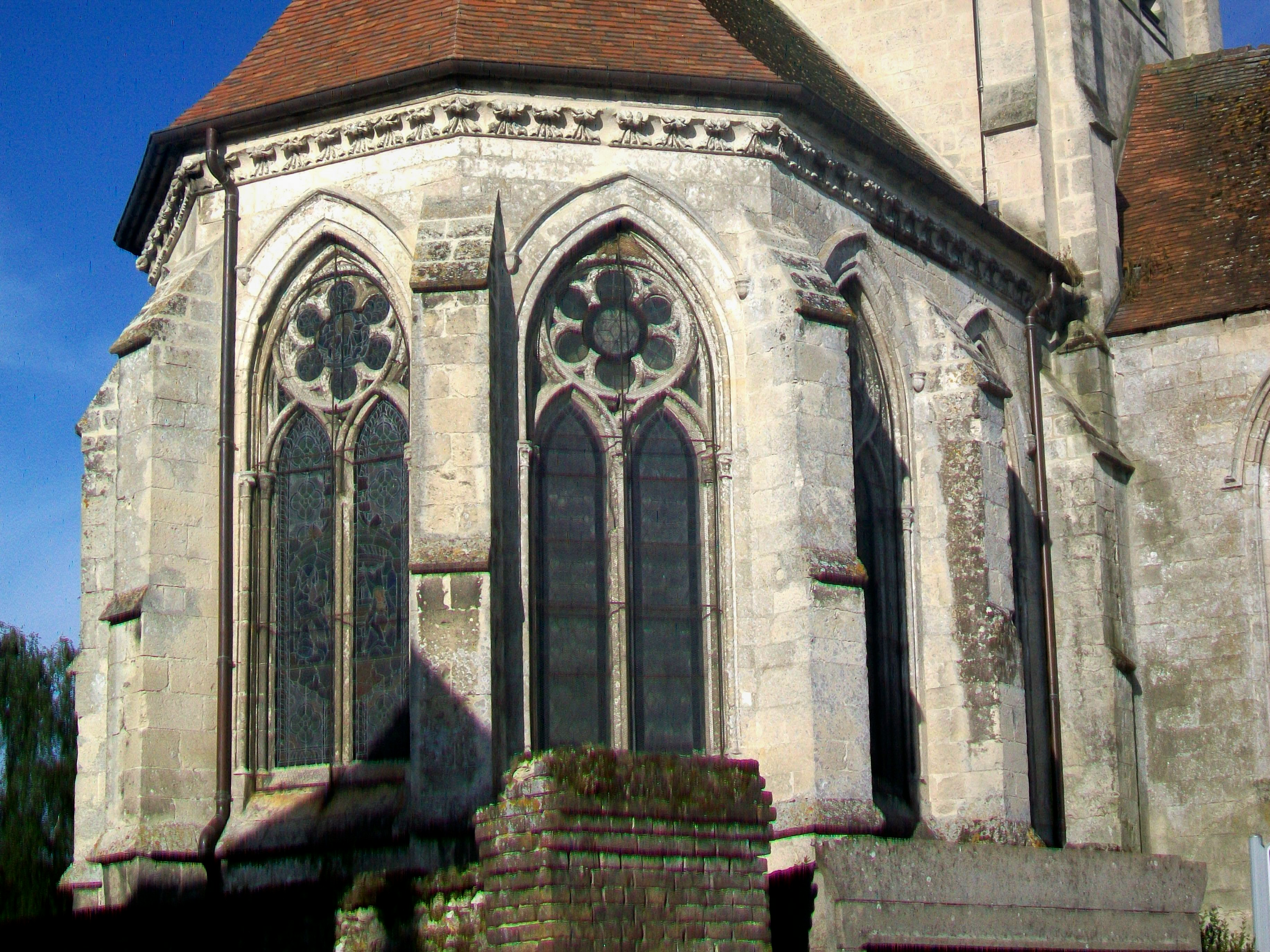
Le chœur.

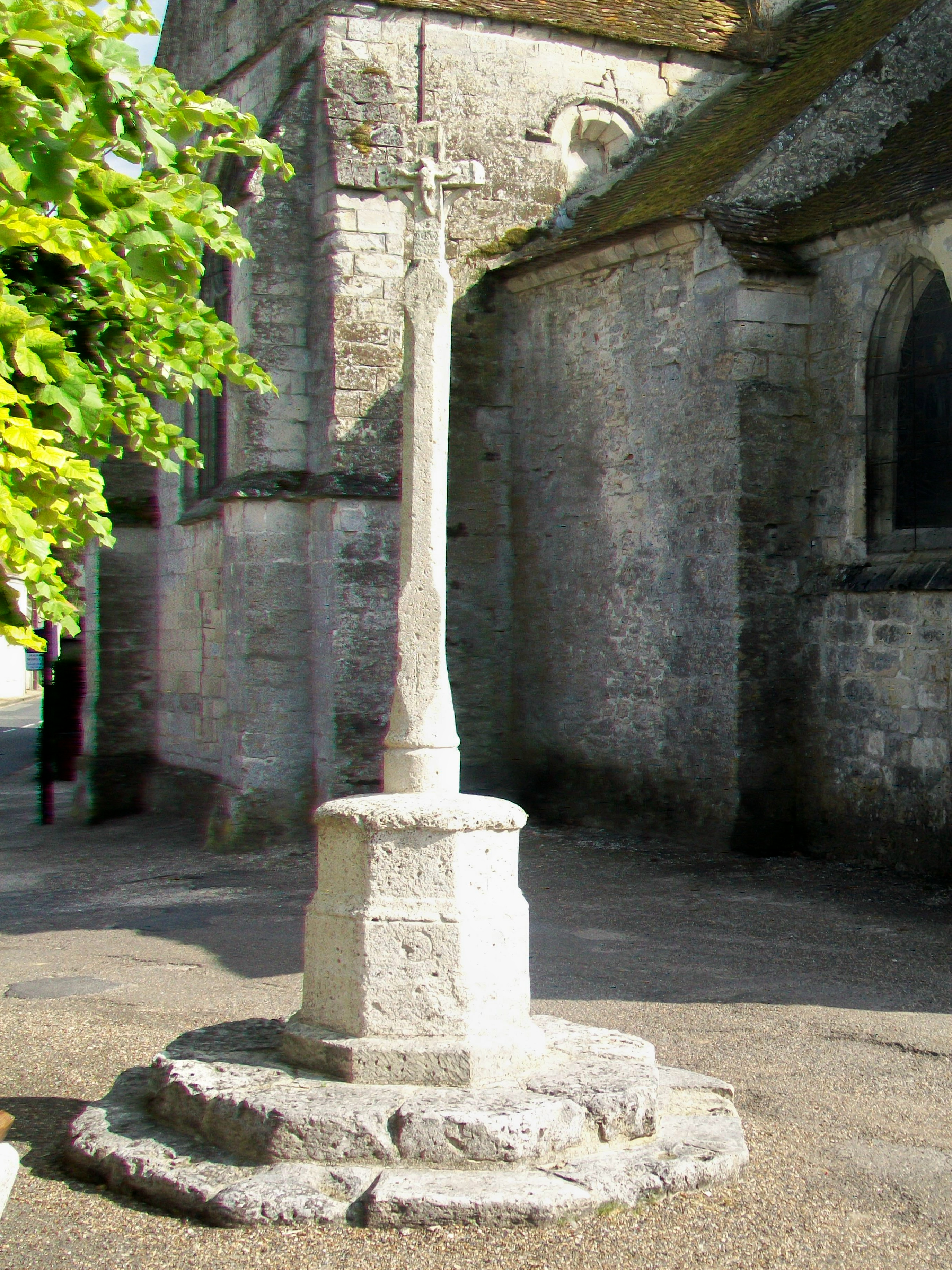
Ancienne croix de cimetière.

### Monument historique
Trumilly ne compte qu'un seul monument historique sur son territoire.
- Église Notre-Dame (classée monument historique par arrêté du 22 juin 1914[32]) : À peu près régulièrement orientée, mais avec un axe dévié légèrement vers le nord-ouest, l'église suit un plan cruciforme et presque symétrique le long de son axe. Elle se compose d'une nef de trois travées accompagnée de ses deux bas-côtés ; d'un transept largement débordant, dont le croisillon nord est plus profond que le croisillon sud ; et d'un chœur de deux travées. La seconde travée comporte une partie droite et une abside à pans coupés. Le clocher en bâtière se dresse au-dessus de la croisée du transept, et un porche précède la portail occidental. Les bas-côtés sont recouverts de toits en appentis, et l'église possède des pignons sur la façade occidentale et aux deux extrémités du transept. Six campagnes de construction peuvent être identifiées, mais l'ensemble de l'édifice paraît tout à fait harmonieux. Le portail occidental remonte à la fin du XIe siècle et provient de l'église précédente, et les parties inférieures des murs de la nef, des bas-côtés et du croisillon nord sont également d'origine romane, mais datent quant à eux de la première moitié du XIIe siècle. La partie la plus intéressante de l'église est son élégant chœur gothique rayonnant des années 1230/1240, construit avec grand soin. Le clocher, bien que pas très éloigné de certains clochers romans simples de la région, a été entièrement bâti à neuf peu avant la Révolution française. Globalement, l'église de Trumilly est très bien conservée et n'a jamais subi de restaurations profondes jusqu'à la fin du XXe siècle. En plus de la qualité architecturale du chœur, c'est donc surtout son authenticité qui rend l'édifice remarquable[33].

### Autres éléments du patrimoine
- Ancienne croix de cimetière, devant l'église : elle se compose d'un piédestal octogonal à deux niveaux ; d'un socle octogonal aux moulures simples, d'un mince fût monolithique rond à la base, puis carré et enfin biseauté  et d'un petit crucifix en pierre sculptée.
- Ferme de la Citerne, rue Saint-Pierre : ensemble homogène et peu retouchée du XVIIIe siècle. Le grand logis s'aligne le long de la rue et possède des pignons à redents. L'un des piliers du portail de la cour présente une niche avec une statuette de saint. Sur la cour se trouve un colombier octogonal à deux niveaux.
- Croix à la sortie nord de Trumilly : croix filigrane en fonte richement ornementé, bel échantillon de la production en série du XIXe siècle, arborant non pas un christ mais un ange dans une longue robe, déployant ses ailes. Le socle en pierre sculptée mérite aussi l'attention.
- Colombier de la propriété Saint-Rieul, route de Drucy : exemple de petit colombier associé à une demeure bourgeoise, en dehors du contexte d'une exploitation agricole. Bâti en brique rouge, il est de forme cylindrique et se rajeunit après le rez-de-chaussée.
- Château d'eau sur la propriété Saint-Rieul, route de Drucy : représentant précoce des châteaux d'eau en béton armé.
- Croix du Plessis Cornefroy : grande croix en pierre sculptée, sans élément figuré, sur un socle de dimension modeste.
- Ancienne sucrerie de Beaurain : En 1967, dans l'arrière cour de l'établissement, Georges Lautner a tourné les dernières scènes du film Le Pacha avec Jean Gabin.

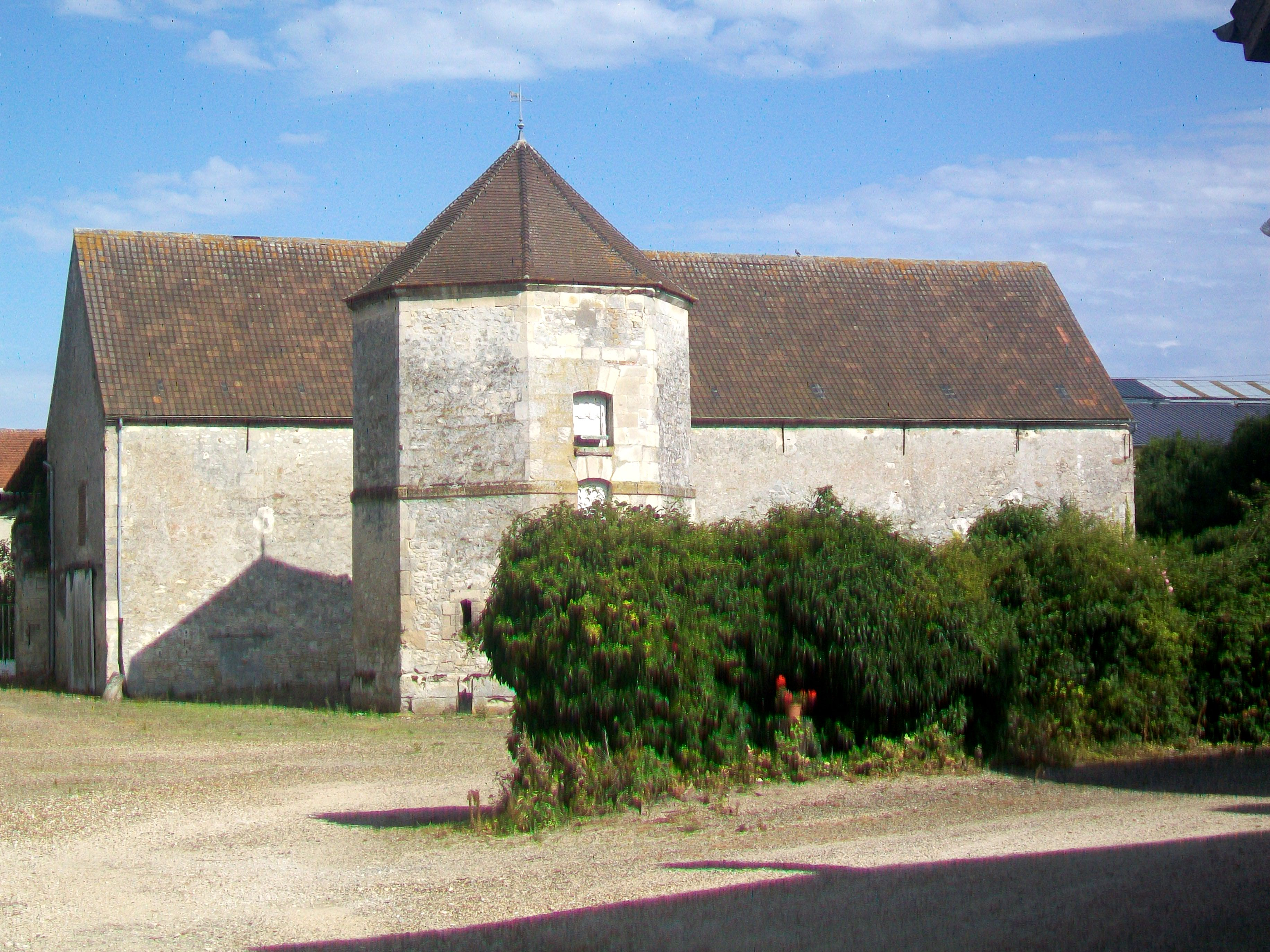
Ferme de la Citerne, colombier.
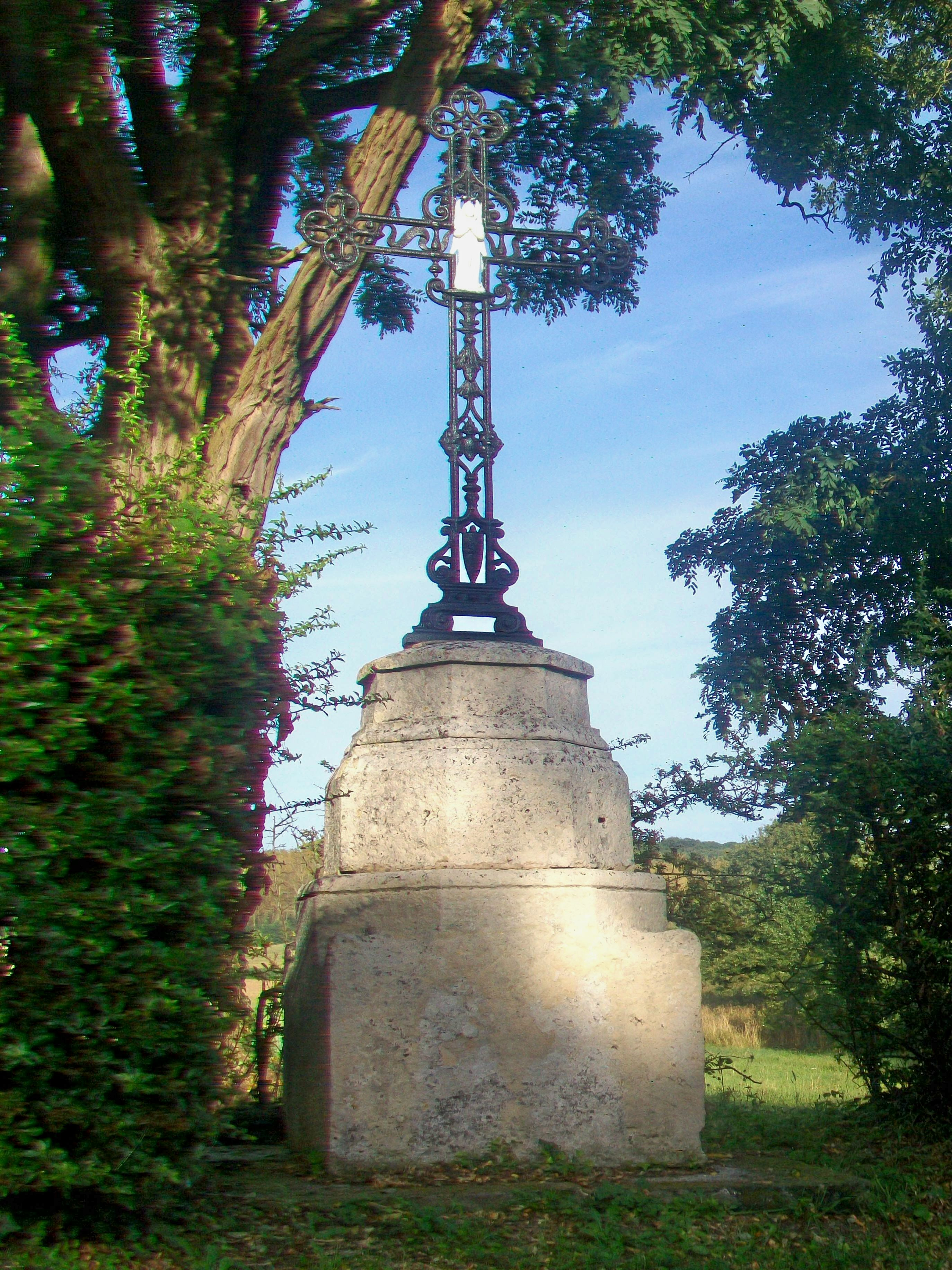
Croix au nord de Trumilly.
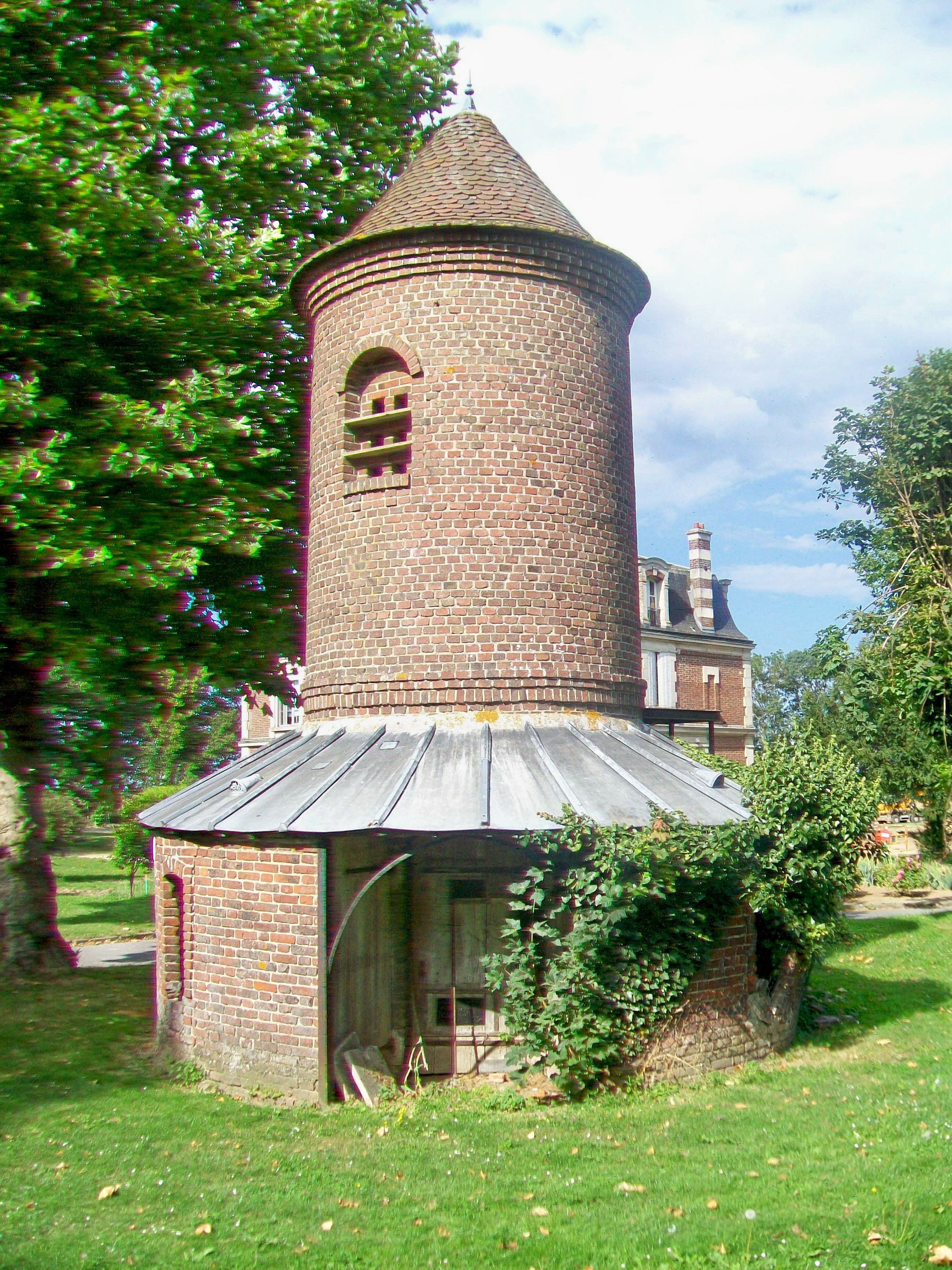
Colombier de la propriété Saint-Rieul.
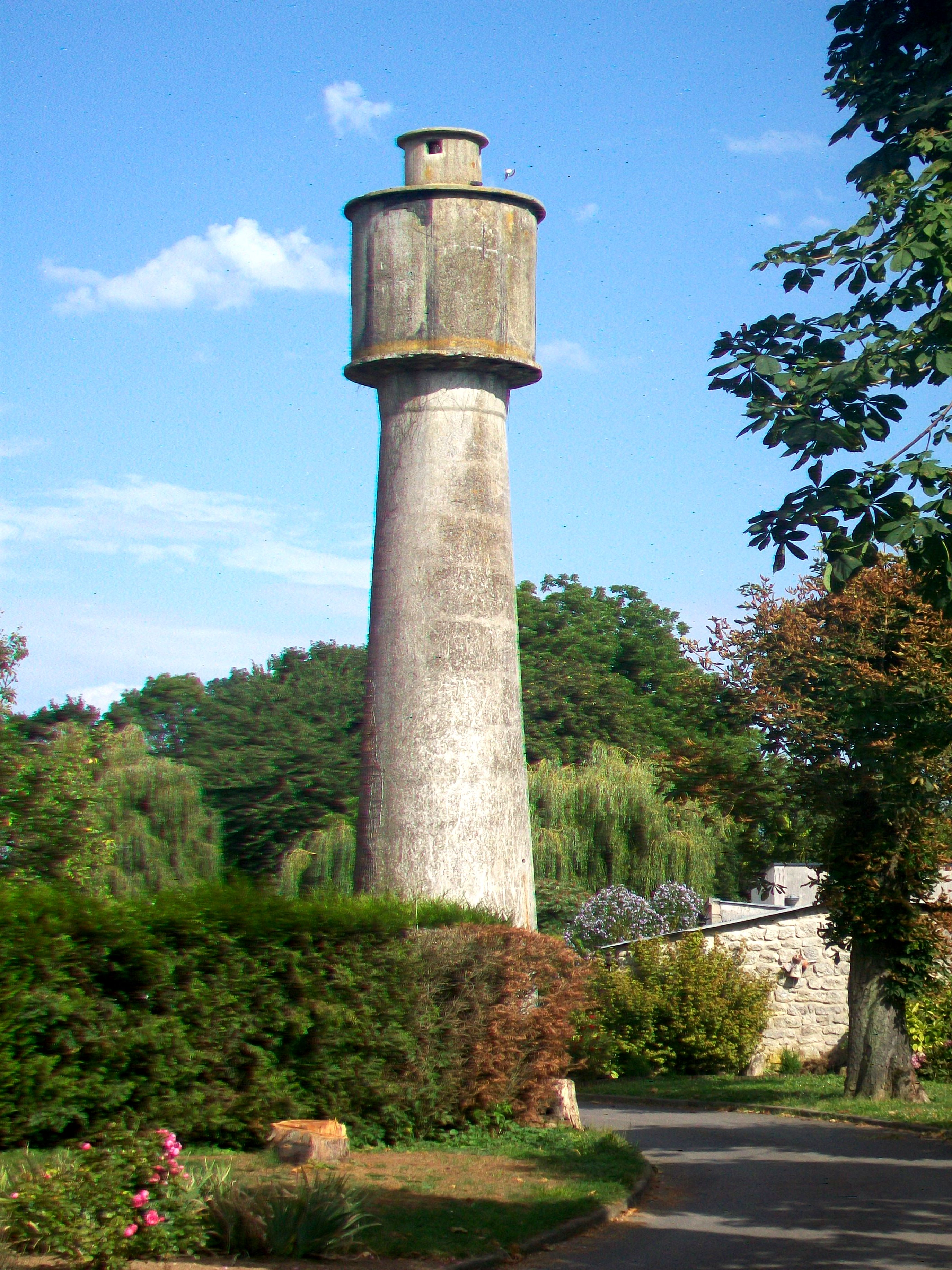
Château d'eau en béton armé.
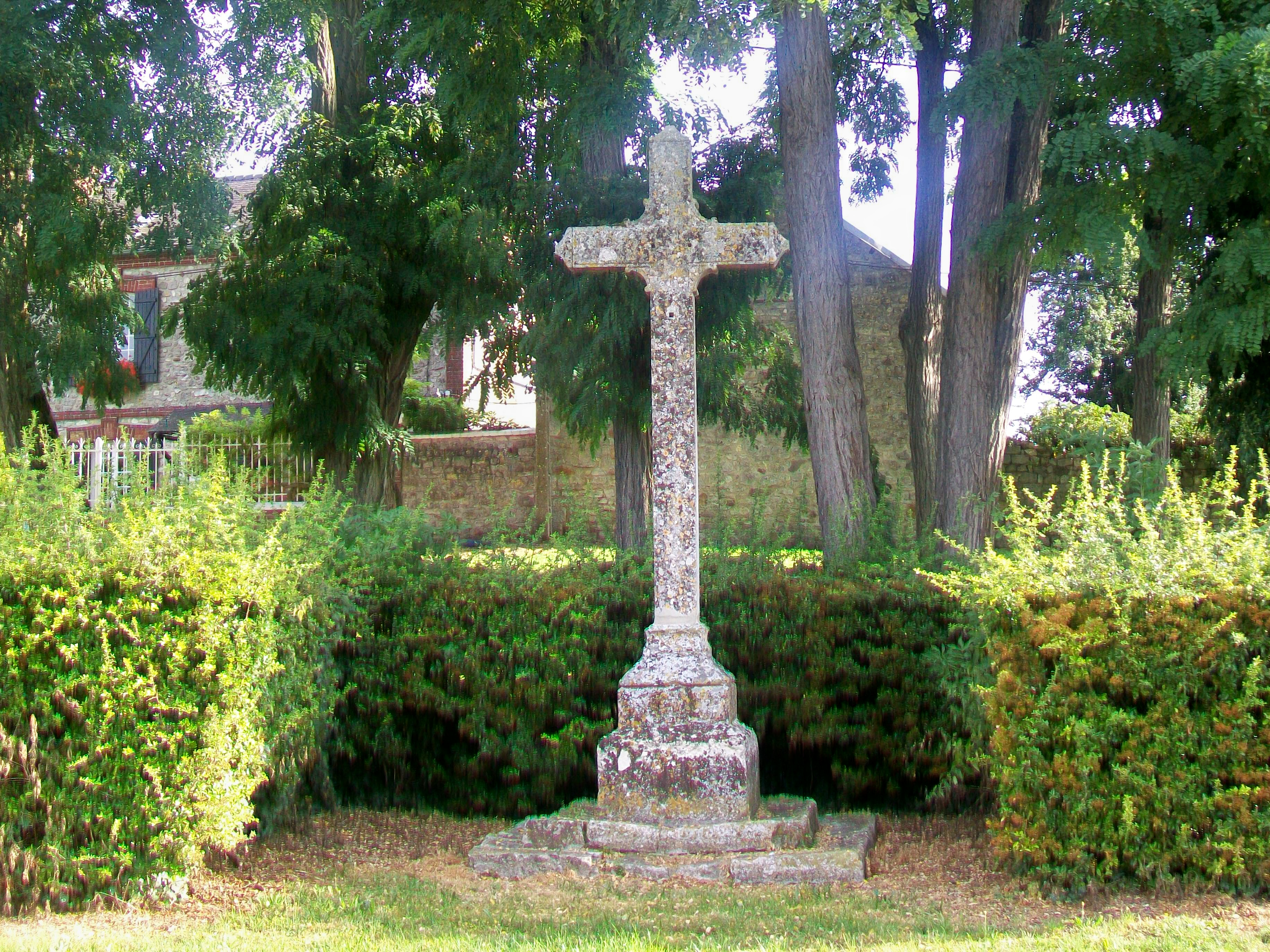
Croix du Plessis Cornefroy.

## Héraldique
| Armes de Trumilly | Les armes de Trumilly se blasonnent ainsi : D'or à trois trefles de sinople. |

## Personnalités liées à la commune
- Saint Rieul imposa le silence aux grenouilles qui l'empêchaient de prêcher.